# ワイルドネイチャープラザ
ワイルドネイチャープラザは、愛知県稲沢市祖父江町にある公園。国営木曽三川公園のひとつ。

## 概況
1996年（平成8年）8月に開園。
祖父江砂丘を活用した施設である。木曽川を利用した水上スポーツ（スタンドアップパドルボード、ウィンドサーフィンなど）を楽しむゾーン、バーベキューなどを楽しむアウトドアレクリエーションゾーン、自然観察ができるゾーンなどがある。
「ワイルドネイチャープラザ」、「県営木曽川祖父江緑地公園」、「市営祖父江ワイルドネイチャー緑地」の三つの公園を総称してサリオパーク祖父江という。
毎年10月に行われる稲沢サンドフェスタの会場である。

## 主な施設
- 河畔デッキ
  - ウォータースポーツの活動拠点。
- ピクニック広場
  - 広さ4.8haの広場。芝生広場、森林がある。バーベキューの利用が可能。
- アスレチック遊具
  - 12種類の木製遊具がある。
- 砂場
  - 砂場と手押しポンプがあり、砂像（サンドアート）を造ることが出来る。
- 河畔林と水辺の散歩道

## 利用案内
- 住所：愛知県稲沢市祖父江町祖父江
- 入園料：無料

## 開園時間・休園日
「サリオパーク祖父江 ワイルドネイチャープラザ」公式サイトにて確認のこと。

## 交通アクセス

### 公共交通機関
- 稲沢市コミュニティバス：祖父江・稲沢線（ふれあいの郷系統）「サリオパーク祖父江」バス停下車。

### 自動車
名古屋方面から
国道155号「一色下方」交差点から県道130号を西進、「東馬飼」交差点を右折。
岐阜方面から
木曽川右岸堤防道路を南へ、馬飼大橋を渡り「馬飼大橋東詰」交差点を左折、「拾町野」交差点を左折。